# Lorostemon negrense
Lorostemon negrense är en tvåhjärtbladig växtart som beskrevs av Froes. Lorostemon negrense ingår i släktet Lorostemon och familjen Clusiaceae. Inga underarter finns listade i Catalogue of Life.